# IC 2486
IC 2486 је спирална галаксија у сазвјежђу Лав која се налази на листи објеката дубоког неба у Индекс каталогу.
Деклинација објекта је + 26° 38' 28" а ректасцензија 9h 30m 17,4s. Привидна величина (магнитуда) објекта IC 2486 износи 14,2 а фотографска магнитуда 15,0. IC 2486 је још познат и под ознакама UGC 5062, MCG 5-23-6, CGCG 152-20, PGC 26982.